# Lijst van burgemeesters van Hurwenen
Dit is een lijst van burgemeesters van de voormalige Nederlandse gemeente Hurwenen in de provincie Gelderland.

Deze gemeente omvatte het dorp Hurwenen en heeft bestaan van 1821 tot en met 1955. Daarna werd het samengevoegd met het Gelderse Rossum.

Sinds 1 januari 1999 maakt het deel uit van de Nederlandse gemeente Maasdriel.

## Vóór 1811
| Ambtsperiode              | Naam burgemeester         | Bijzonderheden |
| ------------------------- | ------------------------- | -------------- |
| in de periode 1550 - 1650 | Claes Ghijsberts          | Schout         |
| in de periode 1550 - 1650 | Henrick van Driel         | Schout         |
| in de periode 1550 - 1650 | Ot Ariens                 | Schout         |
| rond 1631                 | Egen Hendricksz van Driel | Schout         |

## 1811 - 1955
| Ambtsperiode                      | Naam burgemeester                                     | Partij of stroming | Bijzonderheden |
| --------------------------------- | ----------------------------------------------------- | ------------------ | --- |
| 1821 - 1850                       | J. (Jilus) de Gaaij                                   |                    | Schout, vanaf 1825 burgemeester. Van 1821 t/m 1861 tevens gemeentesecretaris |
| 1850 - 1852                       | D.J. (Dirk Jan) van der Kaaij                         |                    | In dezelfde periode tevens burgemeester van Rossum |
| 1852 - 1882                       | J. (James) Enslie                                     |                    | In dezelfde periode tevens burgemeester van Rossum. In een deel van de periode (van 1867 t/m 1882) tevens gemeentesecretaris. In een deel van de periode tevens burgemeester van Heerewaarden |
| 1882 - 1893                       | J.G. (Johannes Gerardus) de Groot Schimmel            |                    | In dezelfde periode tevens gemeentesecretaris |
| 10 februari 1894 - 1 januari 1899 | Hendrik Pieter Martinus Willem (Henri) van der Wedden |                    | In dezelfde periode tevens gemeentesecretaris |
| 1899 - 1 oktober 1918             | H. (Hendrik) de Visser                                |                    | In een deel van dezelfde periode (van 1899 t/m 1916) tevens gemeentesecretaris |
| 5 oktober 1918 - 2 december 1940  | M. (Menno) Bakker                                     |                    | Voorheen gemeentesecretaris |
| 1941 - 1 januari 1945             | A. (Adrianus) Neet                                    |                    | In een deel van dezelfde periode tevens waarnemend burgemeester van Rossum |
| 2 januari 1945 - 8 mei 1945       | J. (Jan) Boll                                         | NSB                | Waarnemend. In dezelfde periode tevens burgemeester van Zaltbommel en waarnemend burgemeester van Ammerzoden, Hedel, Kerkwijk, Maasdriel en Rossum                                            |
| 9 mei 1945 - 22 mei 1945          | A.F. (Adriaan Ferdinand) van Goelst Meijer            | Liberalisme        | Tijdelijk waarnemend. In dezelfde periode tevens waarnemend burgemeester van Rossum, Hedel, Kerkwijk en tijdelijk waarnemend burgemeester van Heerewaarden, Maasdriel en Zaltbommel           |
| 23 mei 1945 - 1 oktober 1945      | C.H. (Cornelis Hendrik) van Maanen                    |                    | Waarnemend. Van 1942 t/m 1955 (tevens) gemeentesecretaris, daarna gemeentesecretaris van Rossum                                                                                               |
| 2 oktober 1945 - 12 januari 1946  | A. (Adrianus) Neet                                    |                    | Aansluitend burgemeester van Ouderkerk aan den IJssel |
| 13 januari 1946 - 16 april 1947   | G. (Gosewienus) van Hemmen                            |                    | Waarnemend |
| 17 april 1947 - 1 oktober 1947    | A. (Adrianus) Neet                                    |                    | Waarnemend |
| 1 oktober 1947 - 14 januari 1949  | A.F. (Adriaan Ferdinand) van Goelst Meijer            | Liberalisme        | Waarnemend. In dezelfde periode tevens burgemeester van Rossum |
| 15 januari 1949 - 30 juni 1955    | A.F. (Adriaan Ferdinand) van Goelst Meijer            | Liberalisme        | In dezelfde periode tevens burgemeester van Rossum |